# Distributeur d'essence

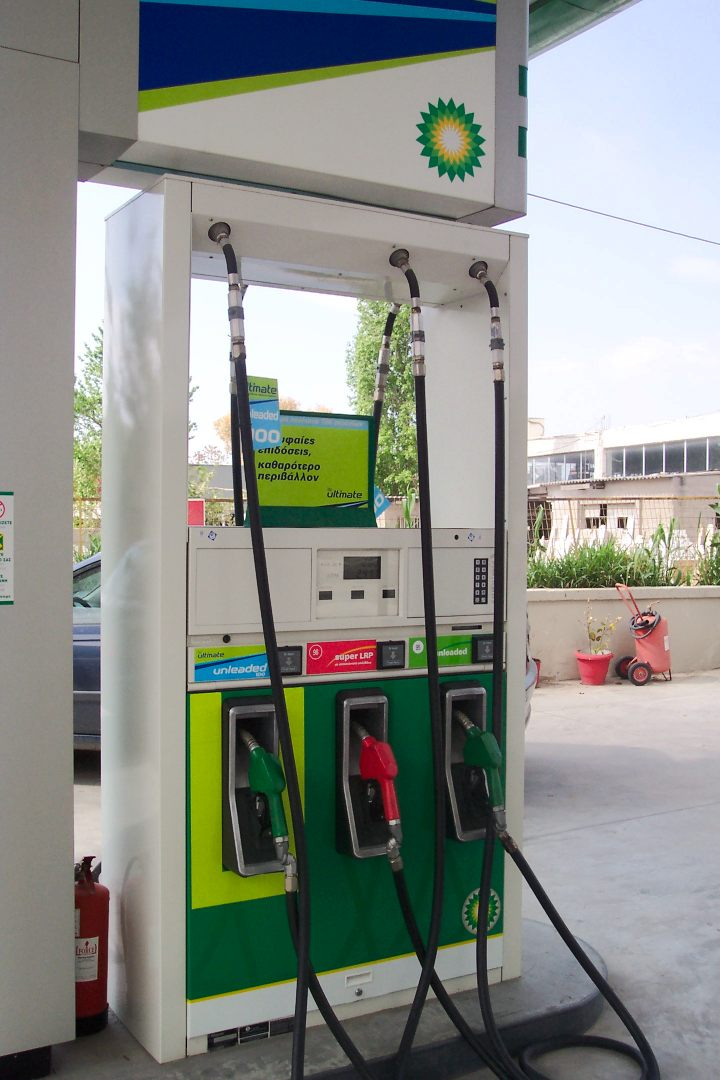
Une pompe fabriquée par la société Dresser Industries, en Grèce.

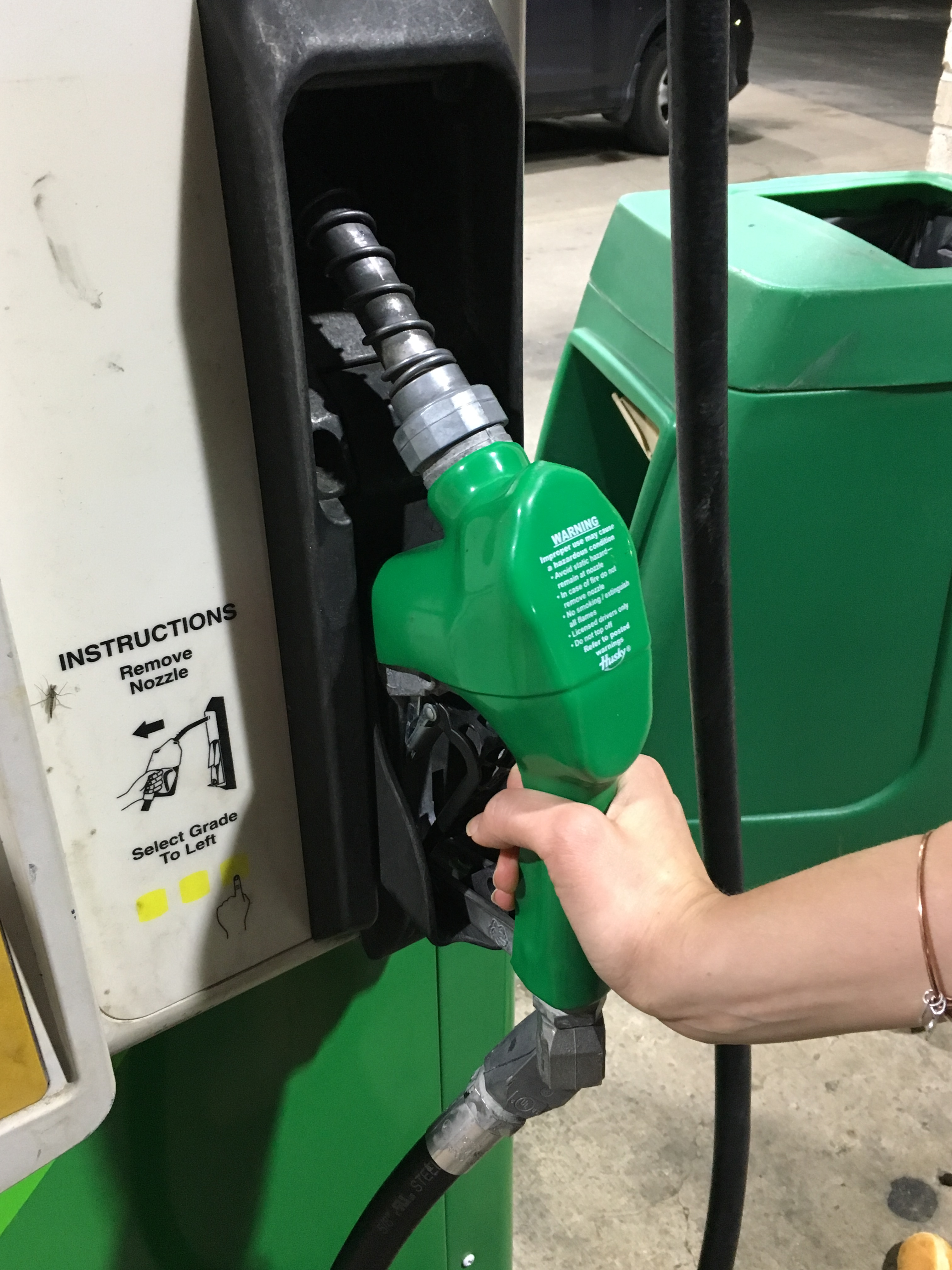
Une personne va utiliser le distributeur d'une station-service dans le Wisconsin aux États-Unis.

Un distributeur d'essence, ou pompe à essence, est un appareil qui sert à distribuer des carburants liquides à des véhicules dotés d'un moteur à combustion interne (automobiles, avions, navires...). Il est doté d'au moins un pistolet de distribution, une pompe, un afficheur de volume et un afficheur indiquant le prix à payer. L'appareil peut distribuer de l'essence, du pétrole, du diesel, du CNV ou CNG, du CGH2 (hydrogène sous pression), du HCNG, du GPL, du LH2, de l'éthanol, du biocarburant ou du kérosène. Moins commun, le terme distributeur de carburant est plus approprié, puisque l'appareil peut distribuer plusieurs types de carburants.
Au Canada francophone, on parle parfois de « pompe à gaz », calque impropre de l'anglais gas[oline] pump, « pompe à gaz[oline] ».

## Histoire
Le premier distributeur à essence a été inventé et mis en marché par l'inventeur américain Sylvanus Bowser à Fort Wayne dans l'Indiana, aux États-Unis, le 5 septembre 1885.

## Réglementation
En union européenne, les distributeur d'essence sont réglementés par les directives 89/491/CEE et 2009/126/CE.

### Galerie de photos

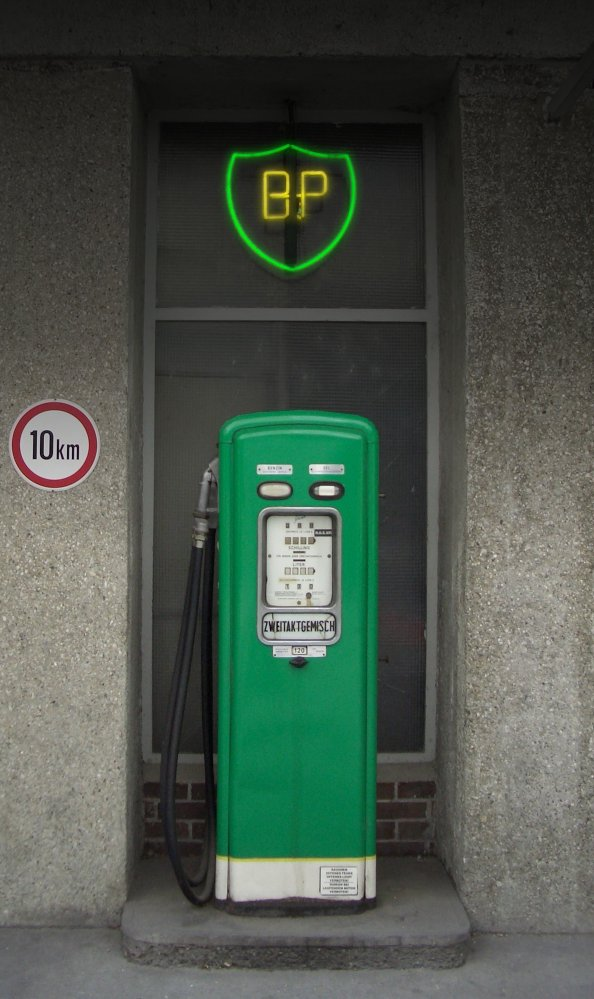
Distributeur à Vienne en Autriche.
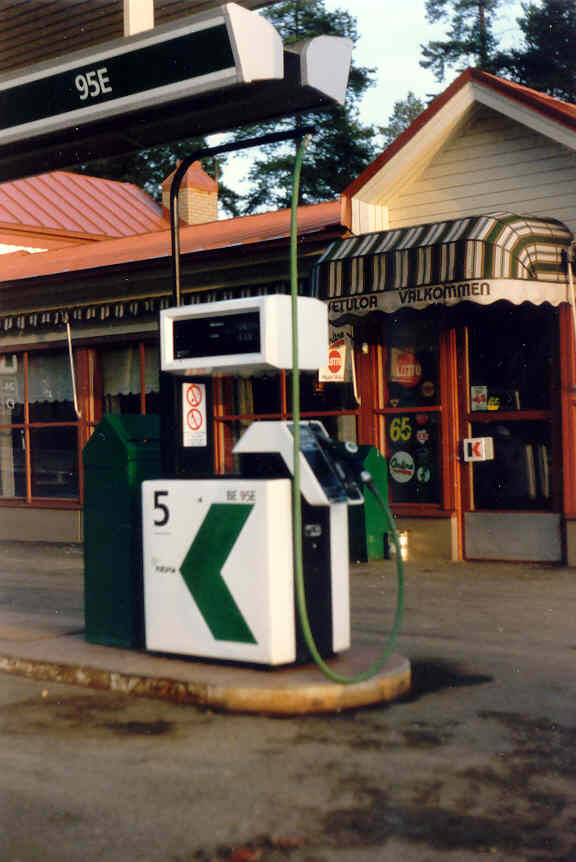
Cliché de 1991 d'un distributeur dans le village d'Ömossa en Finlande.
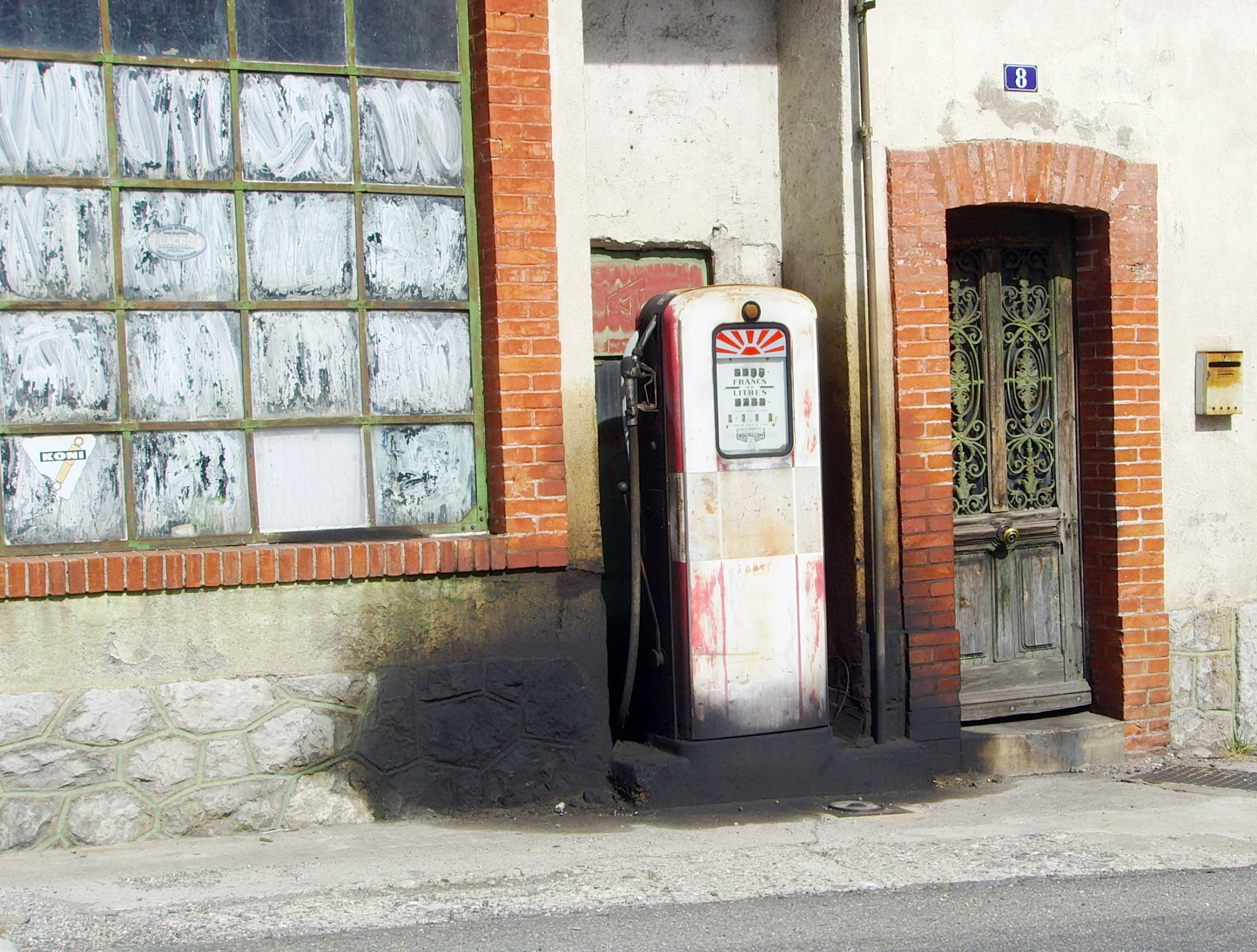
Ancien distributeur à Quillan en France.
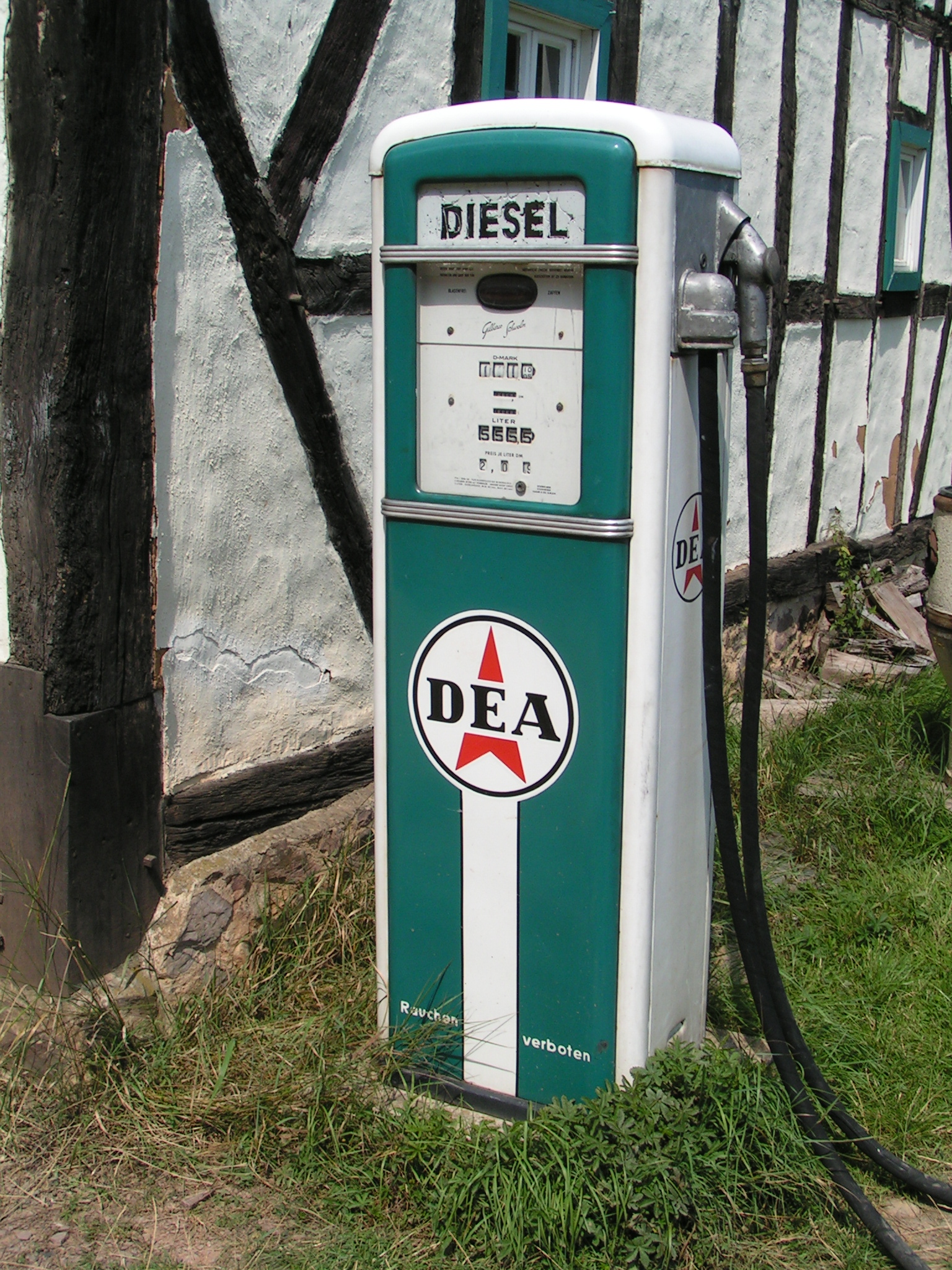
Ancien distributeur de diesel à l'Écomusée Roscheider Hof à Konz en Allemagne.
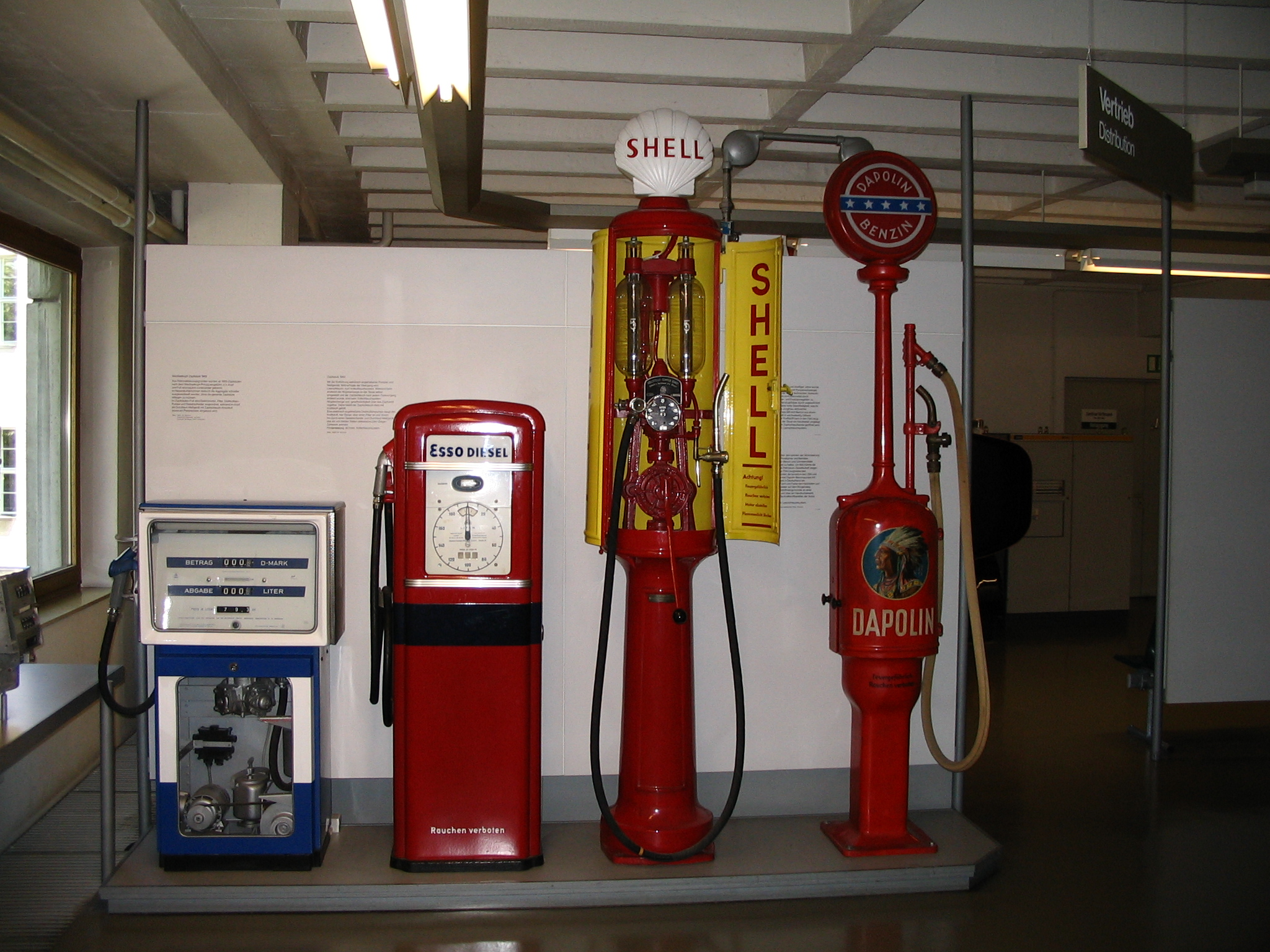
Quelques anciens modèles de distributeurs au Deutsches Museum à Munich en Allemagne.
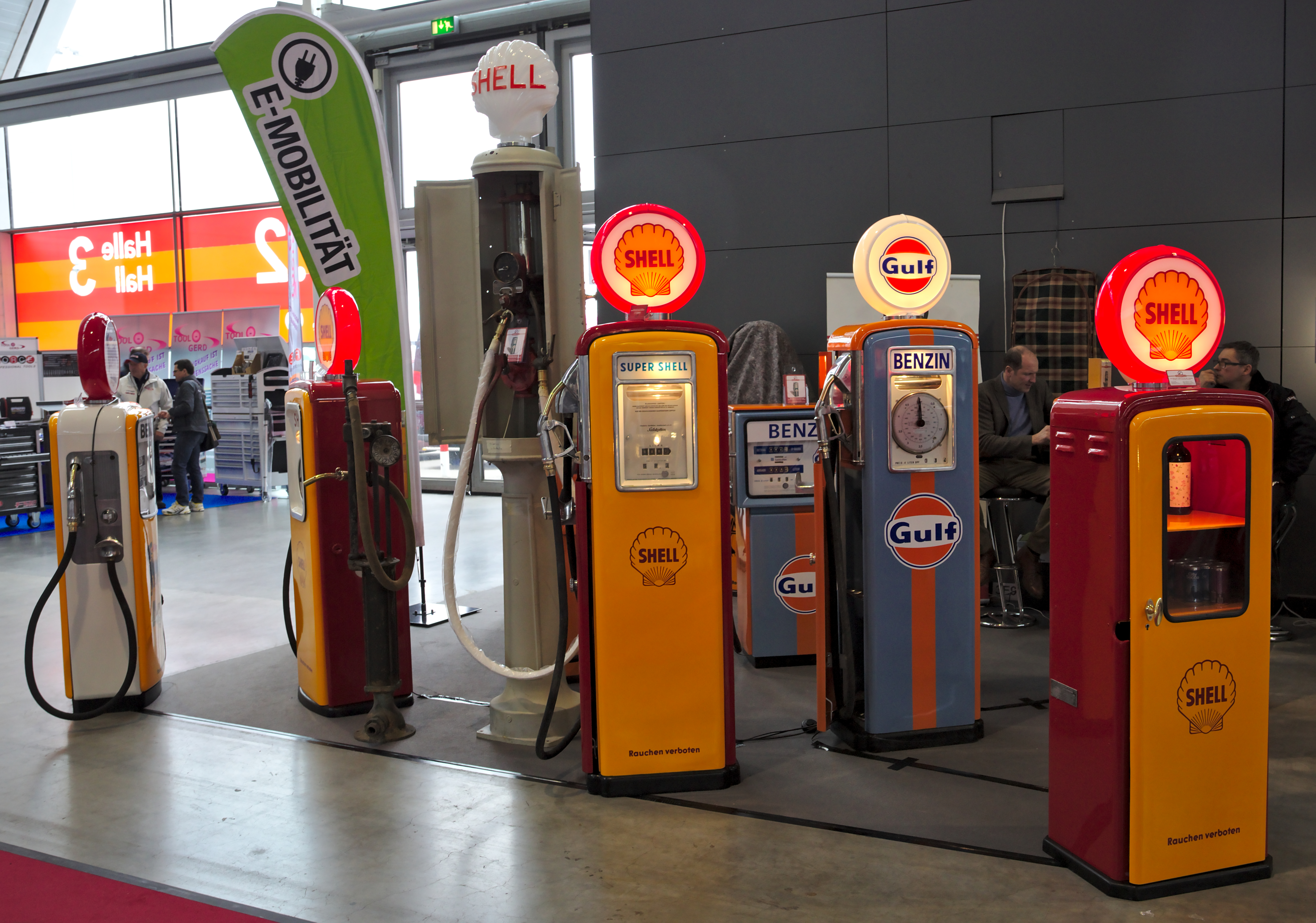
Quelques anciens modèles de distributeurs à Stuttgart en Allemagne (cliché pris en 2018).
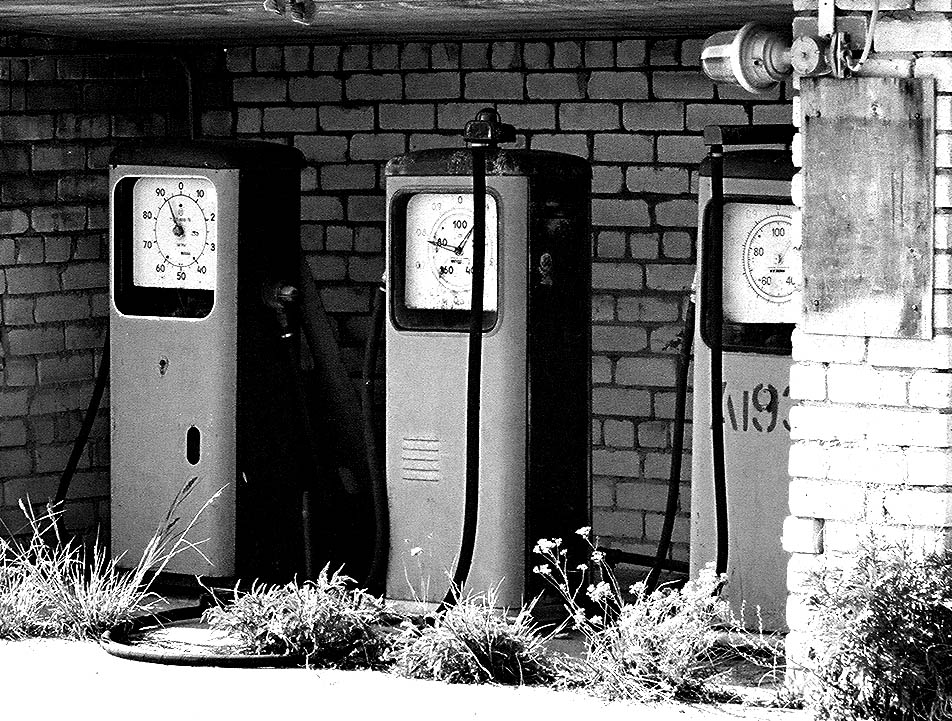
Anciens appareils de l'union soviétique.
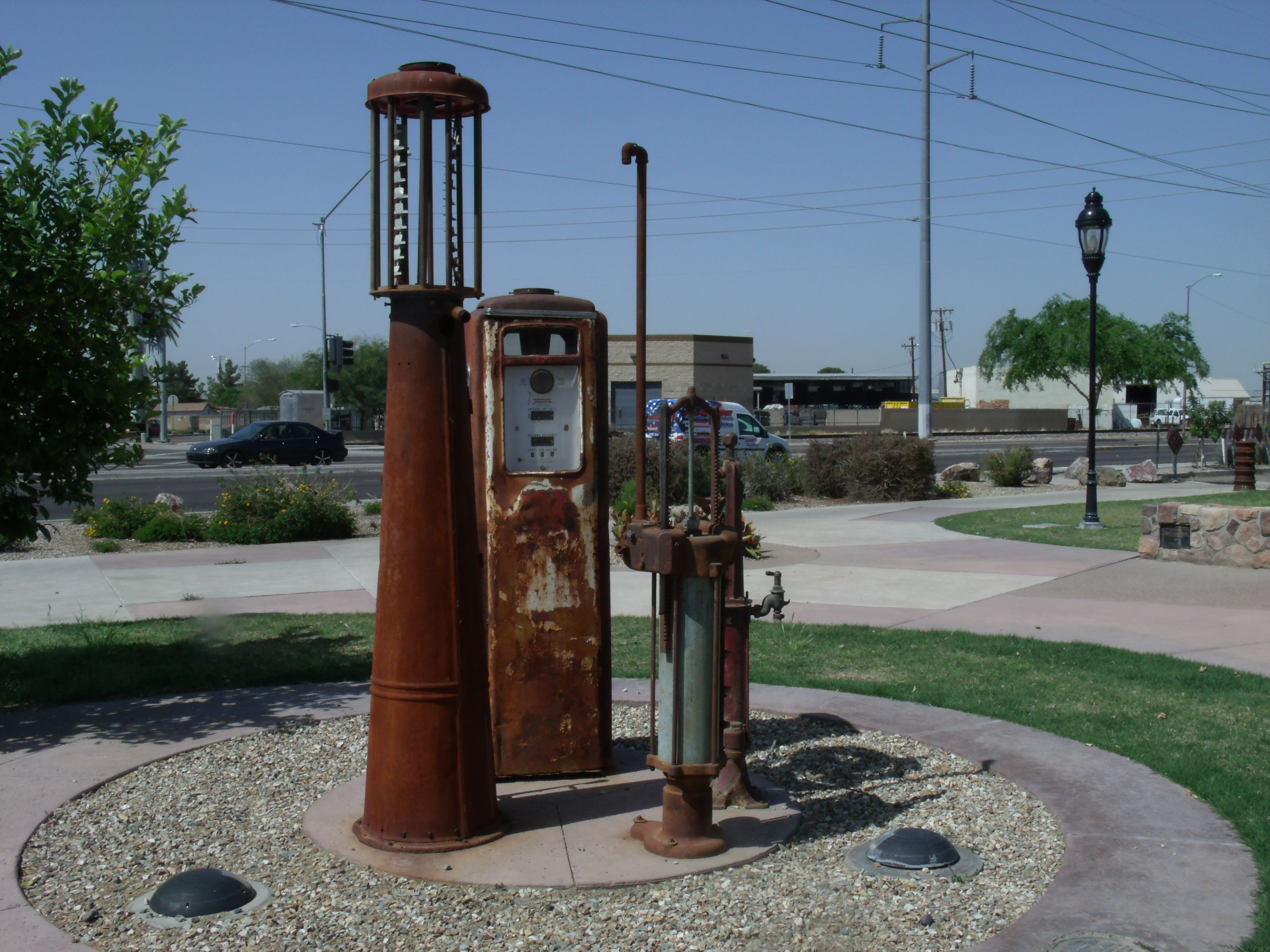
Des distributeurs utilisés sur le site historique Morcomb's Service Station à Glendale en Arizona (à la gauche, un distributeur Visi Bowl de 1918)
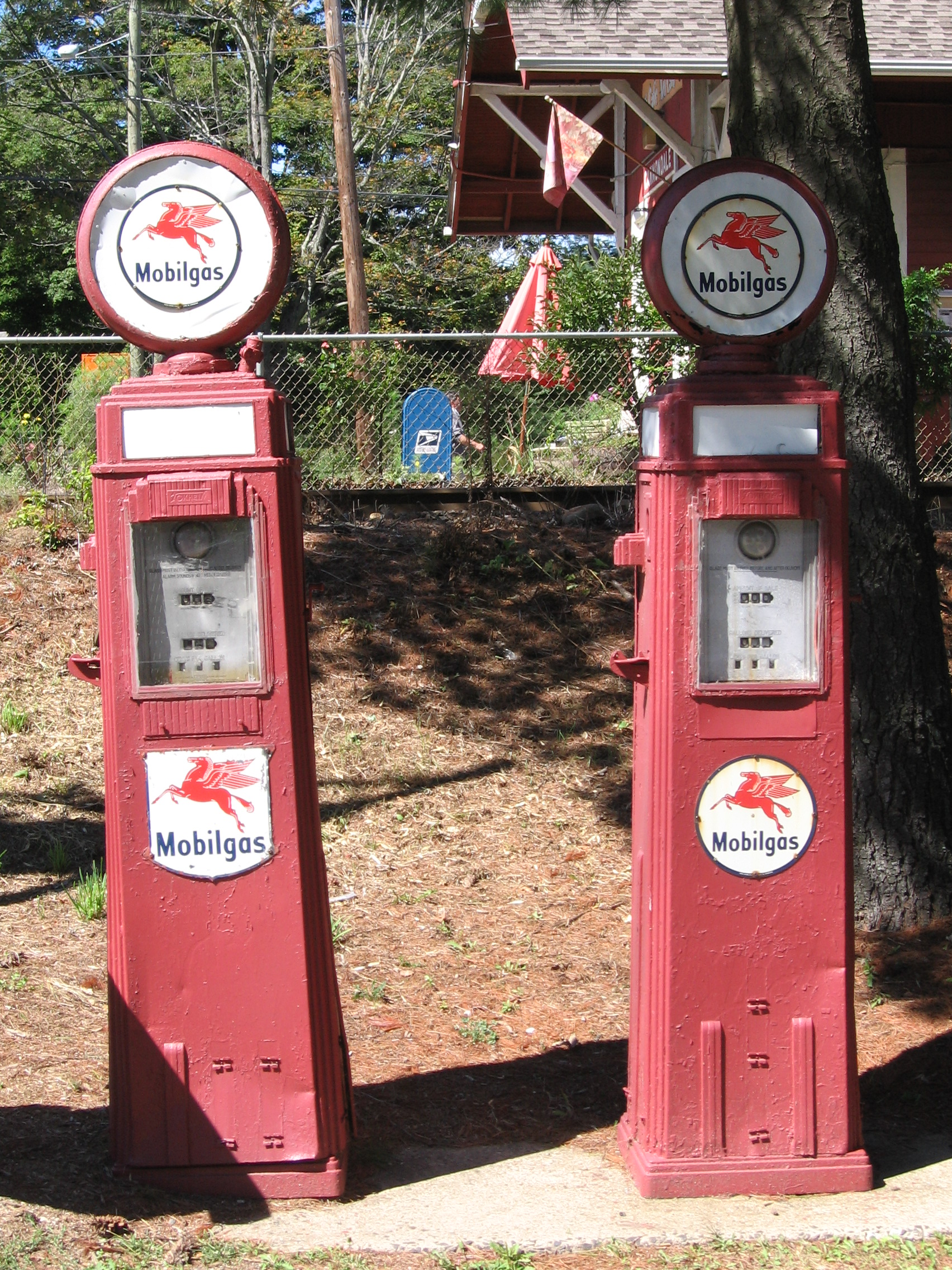
Fabriqués par Tokheim (en), anciens distributeurs « Mobilgas » à Wilton dans le Connecticut aux États-Unis.
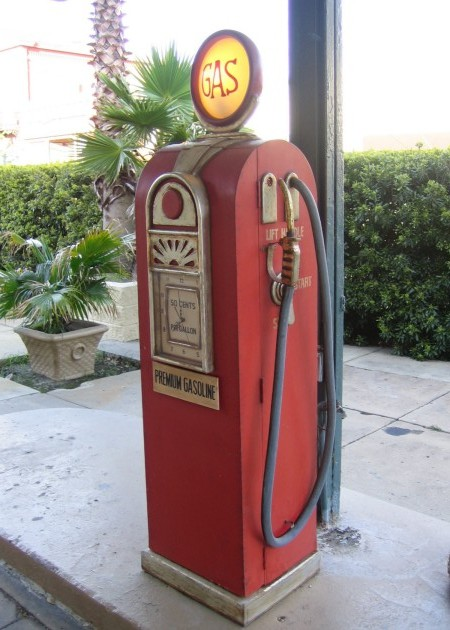
Anciens distributeurs à Savannah en Georgie aux États-Unis.
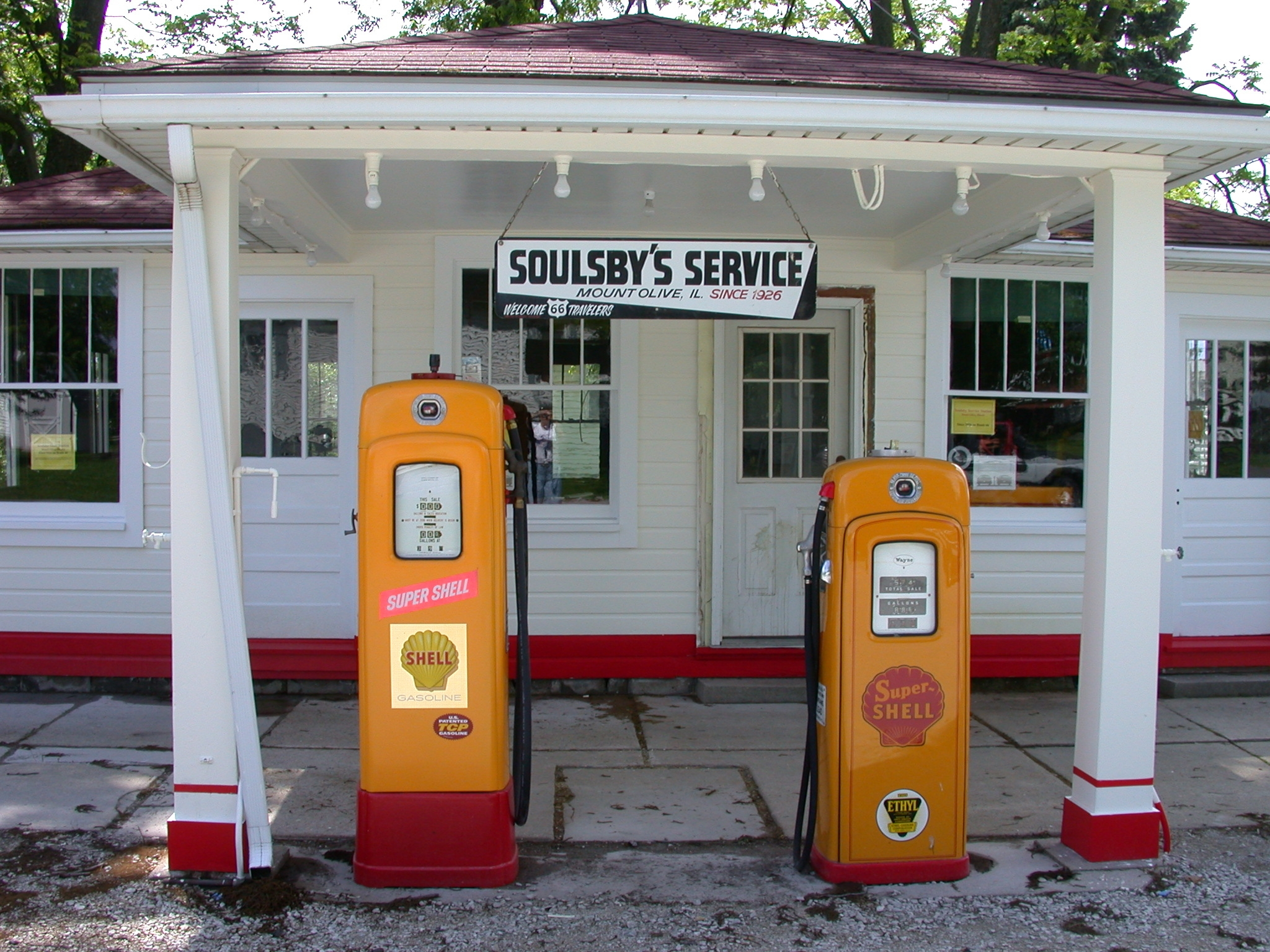
Deux types de distributeurs de Shell à une station-service de Mount Olive dans l'Illinois.
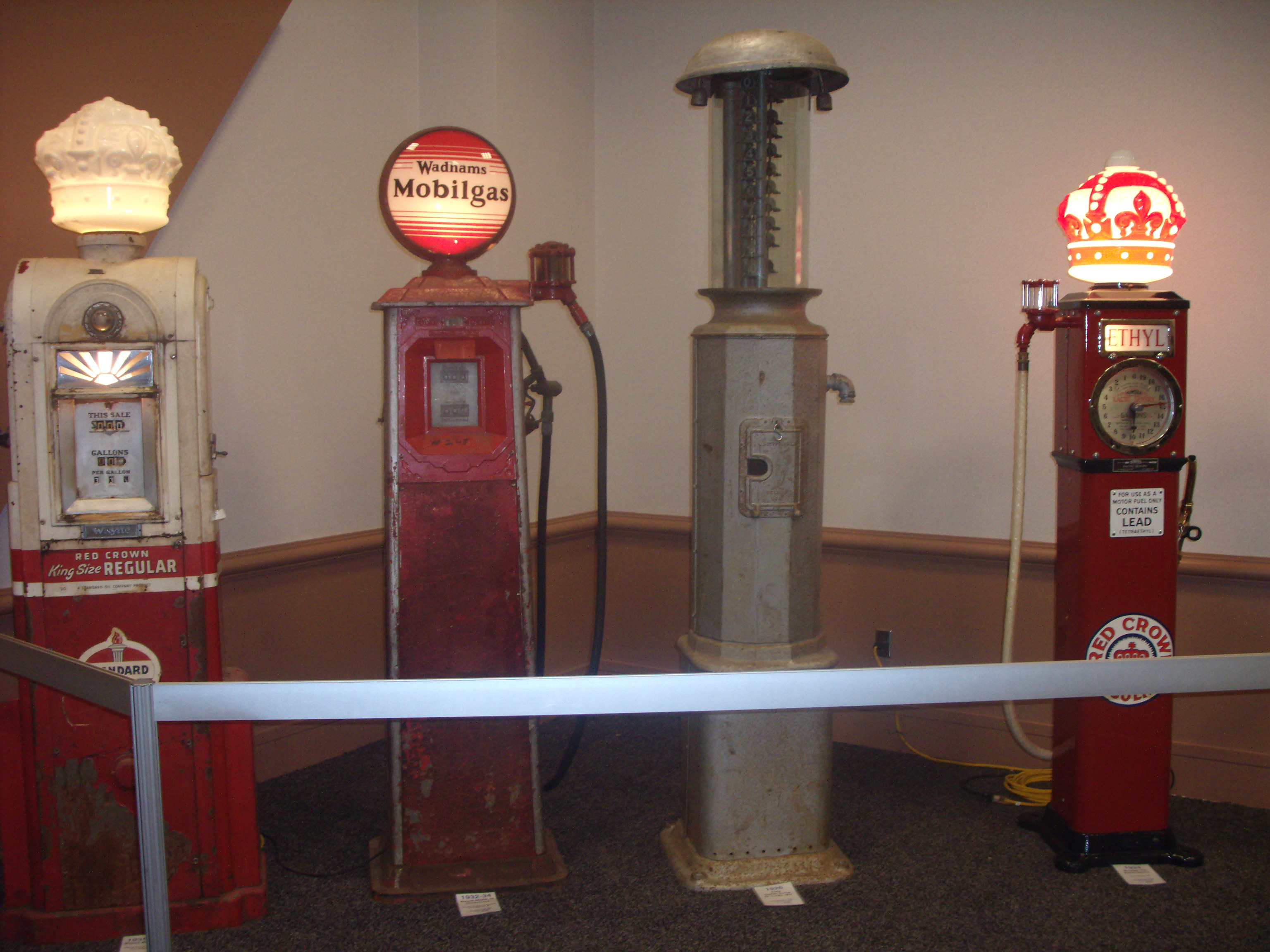
Quatre anciens distributeurs en exposition lors du Greater Milwaukee Auto Show de 2012.
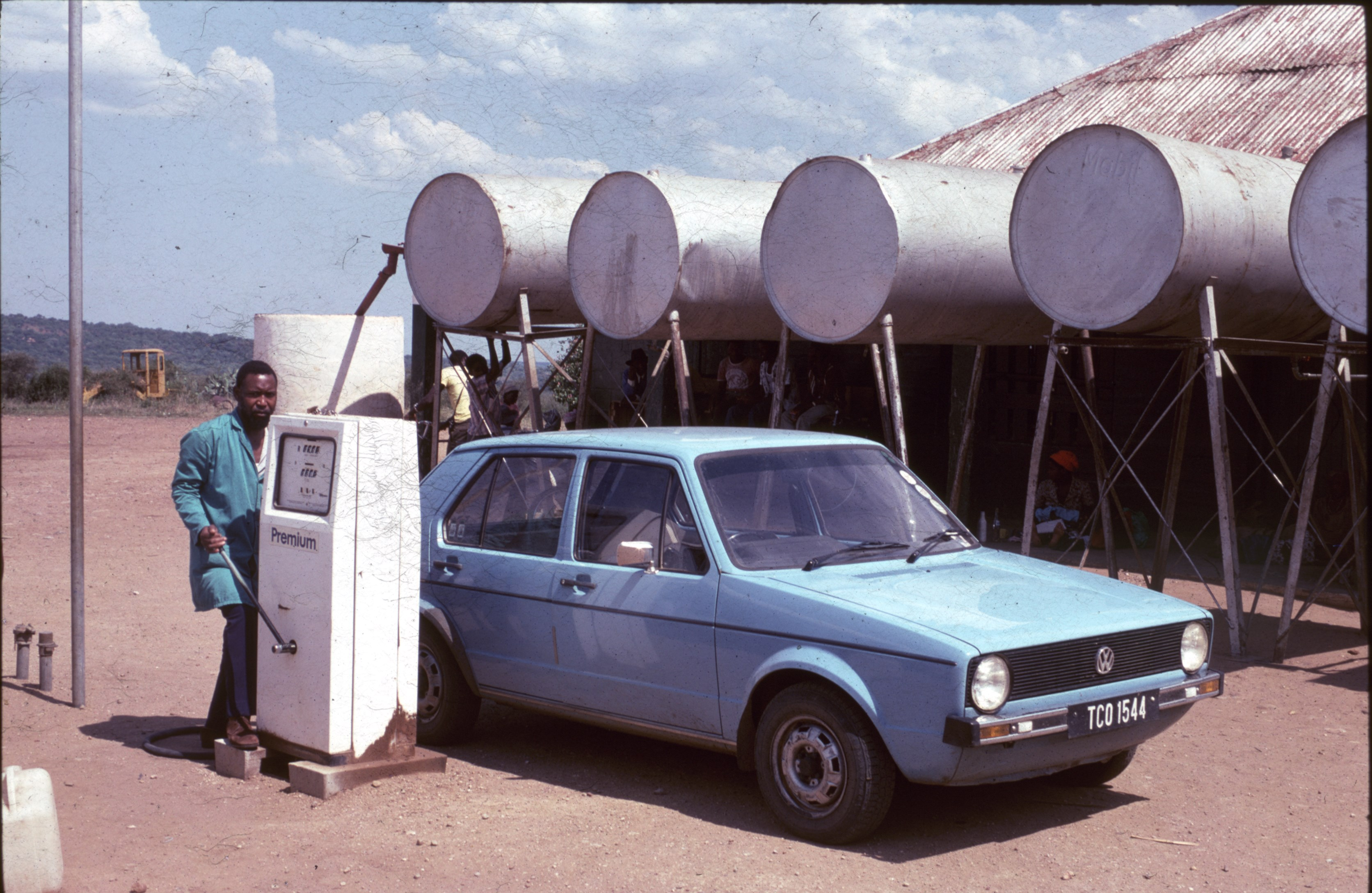
Pompe à essence manuelle, Afrique du Sud rurale (KwaZulu), 1976 (les réservoirs à l'arrière-plan sont destinés à l'eau de pluie)